# Глорія Скотт
«Гло́рія Скотт» (англ. The Adventure of the Gloria Scott) — твір із серії «Спогади Шерлока Холмса» шотландського письменника Артура Конана Дойла. Вперше опубліковано Strand Magazine у 1894 році. В оповіданні описано перша справа Холмса, яка стала відправною точкою в кар'єрі великого детектива.

## Сюжет
Холмс показує своєму другові, доктору Вотсону, записку дивного змісту, яку знайшов у своїх старих речах. На перший погляд вона є безглуздим набором фраз. Однак Холмс повідомляє, що записка стала причиною серцевого нападу у «міцної літньої людини». У відповідь на прохання зацікавленого Ватсона Холмс розповідає йому всі обставини справи.

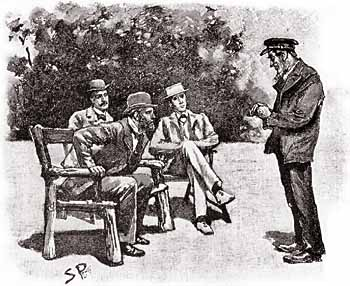
Справа наліво: Хадсон, Холмс, Віктор Тревор і його батько

Молодий студент коледжу Шерлок Холмс приймає пропозицію приятеля, Віктора Тревора, провести канікули у його батька, світового судді, в містечку Доніфорп (графство Норфолк). Там Холмс коротає час, розважаючись полюванням, портвейном і застосовуючи дедуктивний метод на старому моряку Треворі (той сам його попросив, бо невірив у всілякі такі «штучки»). Наприклад Холмс говорить, що суддя бував у Австралії, а також те, що минуле містера Тревора було пов'язане з людиною на з ініціалами «JA» і про яку він хотів забути. З бурхливої реакції на слова Шерлока стає зрозуміло, що минуле життя господаря будинку не таке вже й безхмарне. Між старим Тревором і Холмсом виникає відчуження; урешті-решт Холмс вирішує виїхати.
У день від'їзду Холмса в Доніфорпе з'являється старий знайомий Тревора, деякий Хадсон. Він стає садівником в будинку Тревора.
Через два місяці Холмс отримує телеграму від Віктора Тревора з проханням повернутися в Доніфорп. Там він дізнається, що старий Тревор при смерті. Коли Холмс приїжджає до нього додому, той уже мертвий. Віктор розповідає Холмсу про зухвалу поведінку Хадсона та про незрозумілу записку, отриману старим Тревором від деякого містера Бедоса, після якої у старого і стався смертельний удар. Холмс читає даний йому Віктором передсмертний лист батька. Розшифрувавши спочатку незрозумілий текст («З дичиною справу, ми вважаємо, закінчено. Глава підприємства Хадсон, за відомостями, розповів про мухобійки все. Фазанових курочок стережіться»), молодий детектив робить висновок, що Хадсон щось знав, чого боявся висвітлювати старий Тревор. Холмс розгадав записку так: важливими словами були кожнє третє, тобто основний зміст послання виглядав так: «Справу закінчено. Хадсон розповів все». Докопавшись до суті справи Шерлок Холмс розповів другу, що справжнє ім'я його батька Джеймс Ермітейдж (ініціали «JA»). Ермітейдж був злочинцем, який привласнив гроші банку, де працював. Повертаючись додому як в'язень, дізнається, що на кораблі планується бунт, до якого входили деякі офіцери та навіть священник, який таким і не був, а надав їм навіть пістолети. Не все сталося як планувалося: лікар виявляє у хворого пістолет, і злочинцям треба було зразу ж почати заколот. У ході численних сутичок бунтівників з екіпажем багато людей було вбито. Виникла суперечка між двома групами злочинців. Група Ермітейджа хотіла, щоб тих, хто з екіпажу залишився в живих, треба висадити в човен і відправити у відкрите море, інша група не була такою милосердною. Вони висадили їх разом з полоненими. Незадовго після цього «Глорія Скотт» вибухнув. Еванс, сусід Джеймса Ермітейджа по камері, врятував єдиного з тих, хто вижив — Хадсона. На наступний день їх підбирає інший корабель, вони ж представили себе як врятованих з пасажирського судна. Через деякий час Ермітейдж змінив своє ім'я на Тревор, а Еванс — на Бедос.
Після смерті Бедоса (Еванса) знаходять також мертвим. Холмс робить висновок, що це справа рук Хадсона, який забрав у колишнього злочинця стільки грошей, скільки міг з собою забрати і зник.

## Цікаві факти
- Згадка про те, що близько університетської капели Холмса вкусила собака Віктора Тревора (початок оповідання), послужило підставою для того, щоб вважати Кембридж альма-матер Холмса: наприкінці XIX століття в Оксфорді тримати собак було заборонено[3].